# Гоенкаммер
Гоенкаммер (нім. Hohenkammer) — громада в Німеччині, розташована в землі Баварія. Підпорядковується адміністративному округу Верхня Баварія. Входить до складу району Фрайзінг.
Площа — 25,74 км2. Населення становить 2664 ос. (станом на 31 грудня 2020).